# Esercito Italiano
Das italienische Heer (italienisch Esercito Italiano) umfasst den Großteil der Landstreitkräfte Italiens und bildet mit Marine, Luftwaffe und Carabinieri die italienischen Streitkräfte. Das Heer besteht seit 2005 nur noch aus Berufssoldaten und Freiwilligen. Die Sollstärke liegt bei 93.100 Soldaten.

## Organisation

### Führung
Das italienische Heer untersteht dem Generalstab des Heeres (Stato Maggiore Esercito – SME) im Verteidigungsministerium in Rom. Der Heeresgeneralstab legt die konzeptionellen Grundlagen für die Teilstreitkraft im Einklang mit den politischen Vorgaben und der Gesamtplanung des Generalstabs der Streitkräfte (Stato Maggiore Difesa – SMD) fest, welchem man insbesondere für die Einsatzbereitschaft des Heeres verantwortlich ist.
Als ausführende Organe dienen dem Heeresgeneralstab mehrere Heereskommandos, die für die Ausbildung, die Logistik, territoriale Aufgaben und die operativen Kräfte zuständig sind. Die Führung militärischer Einsätze obliegt dem Generalstab der Streitkräfte, beziehungsweise dessen Einsatzführungskommando, soweit sie nicht von der NATO, der EU oder anderen internationalen Stäben übernommen wird.

### Gliederung
Die derzeitige Gliederung des italienischen Heeres basiert auf zwei einschneidenden Heeresreformen, die 1975 und 1997 durchgeführt wurden. Im Jahr 1975 ersetzte man die traditionellen Regimenter durch 24 gemischte, in Bataillone untergliederte Brigaden. 18 in Norditalien stationierte Brigaden unterstanden drei Korps in Mailand (III.), Bozen (IV.) und Vittorio Veneto (V.), die in einem Krieg gegen die Streitkräfte des Warschauer Pakts vom NATO-Kommando Landsouth in Verona geführt werden sollten. Die übrigen sechs Brigaden unterstanden Territorialkommandos in Mittel- und Süditalien. Das während des Kalten Krieges zum Großteil aus Wehrpflichtigen bestehende, im Nordosten Italiens konzentrierte Heer hatte insgesamt etwa 270.000 Soldaten, 1.500 Kampfpanzer, etwa 4.500 andere gepanzerte Fahrzeuge, über 1.200 Artilleriegeschütze, etwa 350 Hubschrauber und 100 Propellerflugzeuge. 1986 wurde die beim III. und V. Korps verbliebene Divisionsebene abgeschafft. 1991 verringerte man wegen der neuen weltpolitischen Lage die Zahl der Brigaden zunächst auf 19 und löste etliche andere Verbände auf. Die Bataillone nahmen wieder die traditionelle Bezeichnung Regiment an.
Die Gesamtreform der Streitkräfte führte 1997 beim Heer zur Neuordnung des Generalstabs und der höheren Kommandobehörden. Die Territorialkommandos wurden verringert und verloren alle operativen Aufgaben, dafür entstand bei Neapel ein neuer Stab für die Brigaden in Süditalien. Die bisherigen Korpsstäbe erhielten neue Bezeichnungen und teilweise neue Aufgaben. Diese Stäbe und deren verbliebene 13 Kampfbrigaden unterstellte man zusammen mit neuen Unterstützungsverbänden (ehemalige Korpstruppen) dem „Kommando Landstreitkräfte“ in Verona direkt. 2002 wurden in Norditalien zwei weitere Brigaden aufgelöst. Gleichzeitig entstanden für die Planung und Durchführung von Auslandseinsätzen wieder drei Divisionsstäbe.

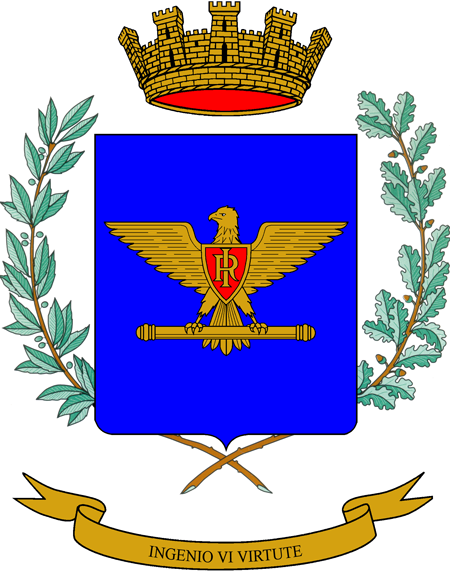
Wappen Generalstab

Das italienische Heer hat (Stand: Mai 2024) folgende Gliederung:
- Heeresgeneralstab (SME) (Rom) (für Einsatzbereitschaft verantwortlich, Grundsatzangelegenheiten)

-  Ausbildungskommando (Rom) (Schulen des Heeres, siehe unten)
-  Logistikkommando (Rom) (Territoriale Logistik und Einsatzlogistik einschließlich Sanitätswesen)
-  NATO Rapid Deployable Corps – Italy (NRDC-ITA) (Solbiate Olona, Mailand), 2 Fernmeldebataillone, 1 Unterstützungsbataillon; Großverbände nur für Einsätze zugeteilt

-  Multinational Division South  (Florenz) mit Unterstützungsbataillon; weitere Verbände nur für Einsätze zugeteilt

-  Kommando Landstreitkräfte (COMFOTER) (Rom; bis 2016 in Verona) (Planung, Standardisierung, bei Bedarf Einsatzführung)

-  Gefechtssimulationszentrum (Civitavecchia) mit 2 taktischen Übungszentren in Monte Romano und Teulada sowie 3 kleineren bei Bruneck, Cesano und Lecce
-  Divisionsstab „Acqui“ (Capua) mit Unterstützungsbataillon; weitere Verbände nur für Einsätze zugeteilt
-  Spezialkräftekommando (Pisa) (siehe unten)
-  Fallschirmjägerbrigade „Folgore“ (Livorno) mit Stabs-, 3 Fallschirmjäger-, 1 Kavallerie-, 1 Artillerie-, 1 Pionier-, 1 Logistikbataillon, Luftlandeschule
- Regionale Territorialkommandos (Latium, Sardinien, Toskana)

-  Unterstützungskommando Landstreitkräfte (COMFOTER/SPT) (Verona)

-  Artilleriekommando (Bracciano) mit Artillerieschule, 2 Artilleriebataillone, 1 ABC-Abwehr-Bataillon, 1 Aufklärungsbataillon
-  Flugabwehrkommando (Sabaudia) mit Flugabwehrschule, 3 Flugabwehrbataillone
-  Pionierkommando (Rom) mit Pionierschule, 4 Bataillone
-  Fernmeldekommando (Anzio) mit Fernmeldeschule, 15 kleine Bataillone
-  Taktische-Informationen-Brigade (ISR) (Anzio) mit 6 Bataillonen

-  Gebirgstruppenkommando (COMALP, Alpini) (Bozen)

-  Gebirgsbrigade „Taurinense“ (Turin) mit Stabs-, 3 Alpini-, 1 Kavallerie-, 1 Artillerie-, 1 Pionier-, 1 Logistikbataillon
-  Gebirgsbrigade „Julia“ (Udine) mit Stabs-, 3 Alpini-, 1 Kavallerie-, 1 Artillerie-, 1 Pionier-, 1 Logistikbataillon
-  Gebirgsausbildungszentrum (Aosta) mit Sportfördergruppe in Courmayeur und Ausbildungseinheit in Bruneck
- Regionale Territorialkommandos (Trentino-Südtirol, Ligurien, Lombardei, Piemont/Aostatal)

-  Einsatzkräftekommando Nord (COMFOP Nord) (Padua; bis 2013 in Vittorio Veneto)

-  132. Panzerbrigade  „Ariete“ (Pordenone) mit Stabs-, 1 Kavallerie-, 2 Panzer-, 1 Bersaglieri-, 1 Artillerie-, 1 Pionier-, 1 Logistikbataillon
-  Kavalleriebrigade „Pozzuolo del Friuli“ (Görz) mit Stabs-, 1 Kavallerie-, 1 Lagunari-, 1 Artillerie-, 1 Pionier-, 1 Logistikbataillon
- Regionale Territorialkommandos (Venetien, Abruzzen/Molise, Emilia-Romagna, Friaul-Julisch Venetien, Marken, Umbrien)

-  Einsatzkräftekommando Süd (COMFOP Sud) (Neapel; bis 2015 in San Giorgio a Cremano)

-  Mechanisierte Brigade „Granatieri di Sardegna“ (Rom) mit Stabsbataillon, 2 Grenadierbataillone, 1 Kavallerieregiment
-  Bersaglieri Brigade „Garibaldi“ (Caserta) mit Stabs-, 2 Bersaglieri-, 1 Kavallerie-, 1 Panzer-, 1 Artillerie-, 1 Pionier-, 1 Logistikbataillon
-  Mechanisierte Brigade „Pinerolo“ (Bari) mit Stabs-, 2 Infanterie-, 1 Bersaglieri-, 1 Kavallerie-, 1 Artillerie-, 1 Pionier-, 1 Logistikbataillon
-  Mechanisierte Brigade „Aosta“ (Messina) mit Stabs-, 2 Infanterie-, 1 Bersaglieri-, 1 Kavallerie-, 1 Artillerie-, 1 Pionier-, 1 Logistikbataillon
-  Mechanisierte Brigade „Sassari“ (Sassari) mit Stabs-, 2 Infanterie-, 1 Bersaglieri-, 1 Pionier-, 1 Logistikbataillon
- Regionale Territorialkommandos (Kampanien, Apulien, Basilikata, Kalabrien, Sizilien)

-  Heeresfliegerkommando (Viterbo)

-  Luftbewegliche Brigade „Friuli“ (Bologna) mit Stabs-, 1 luftbeweglichen Infanteriebataillon, 6 Heeresfliegerregimenter
-  Heeresflieger-Unterstützungsbrigade (Viterbo) mit 3 Unterstützungsregimentern, 1 Unterstützungsbataillon
-  Heeresflieger-Ausbildungszentrum (Viterbo)

Die Divisionsstäbe Acqui und Vittorio Veneto sind für Auslandseinsätze vorgesehen und werden für Übungen und größere Operationen unter NATO-Kommando bereitgehalten. Der 2023 aufgelöste Divisionsstab Tridentina des Gebirgstruppenkommandos COMALP in Bozen hatte nur Reservefunktionen; die Bezeichnung Tridentina führt nunmehr das Führungsunterstützungsbataillon von COMALP. Im Einsatz werden den beiden verbliebenen Divisionsstäben je nach Bedarf die notwendigen Verbände zugeteilt, ansonsten sind ihnen Brigaden truppendienstlich permanent nicht unterstellt. Die Brigaden werden, beginnend bei der Pinerolo, nach und nach digitalisiert.

### Logistik

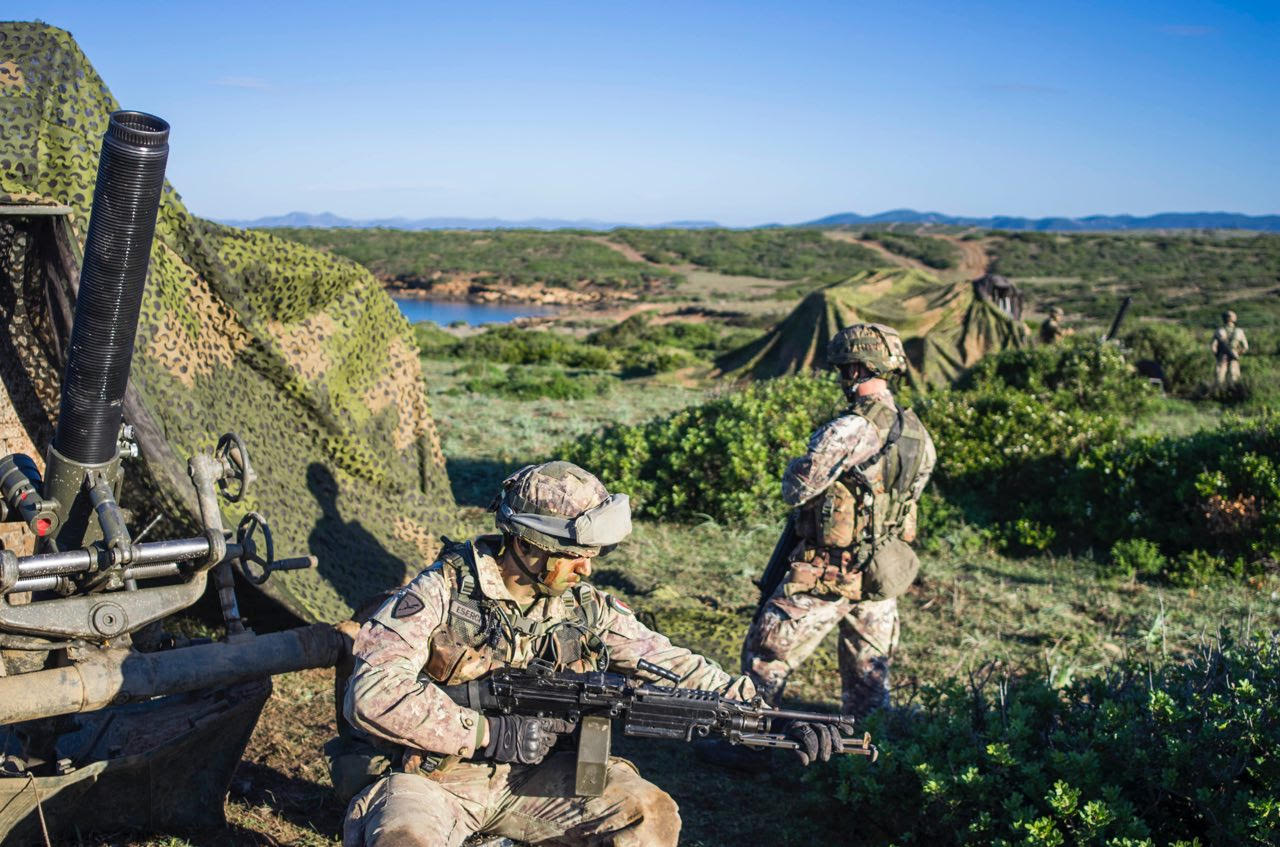
Luftlandeartillerie mit Thomson-Brandt 120-mm-Mörsern (2016)

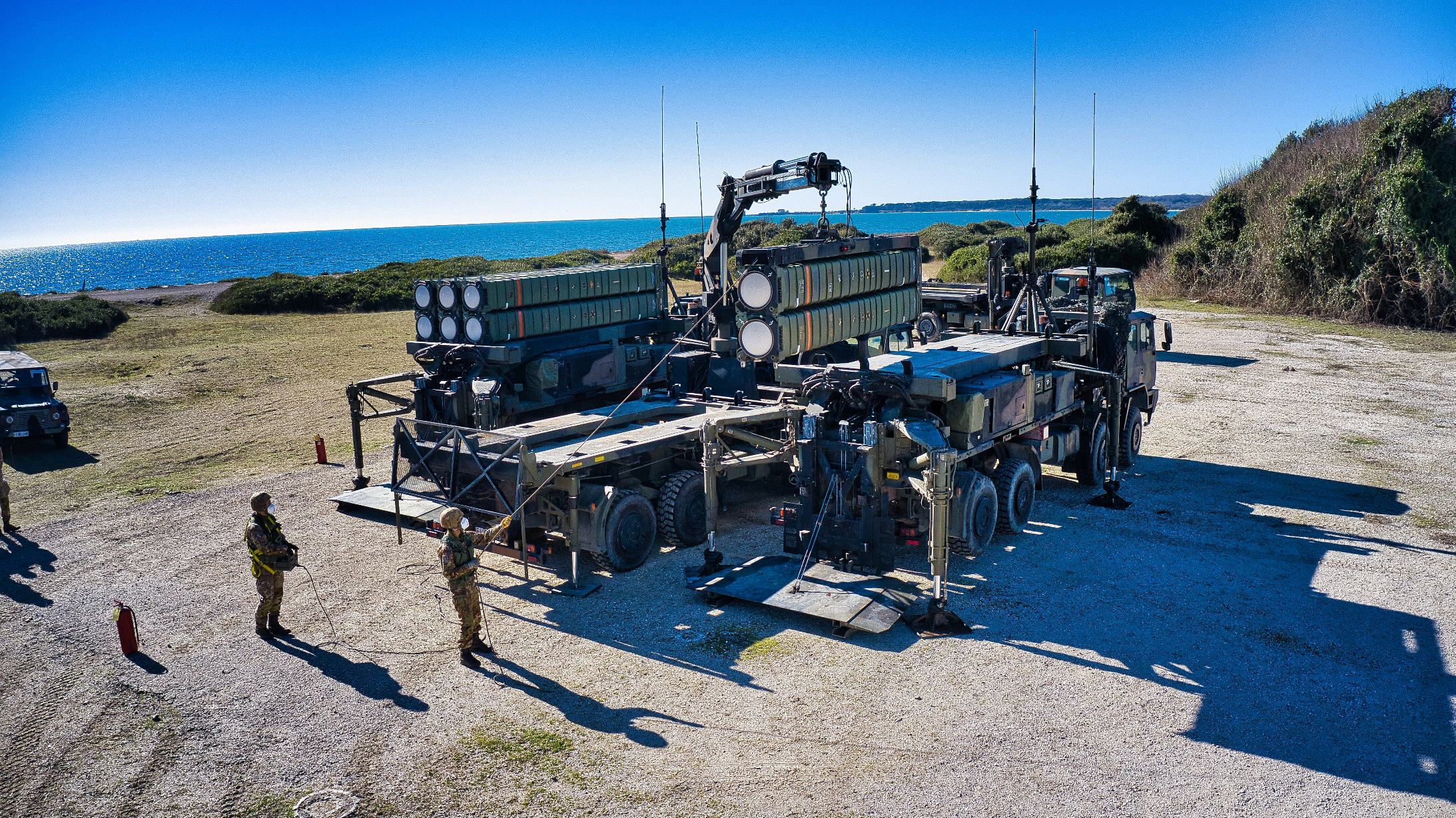
4. Flugabwehr-Regiment mit SAMP/T (2022)

Grundsätzlich hat jede Kampfbrigade ein Logistikregiment in Bataillonsstärke, im Bereich der Heeresflieger gibt es eine technische und logistische Unterstützungsbrigade. Für alle weiteren logistischen Aufgaben ist das Logistikkommando des Heeres (COMLOG) in Rom zuständig, das sich in einen Bereich territoriale Logistik und in einen Bereich Einsatzlogistik untergliedert. Die territoriale Logistik umfasst Depots, Instandhaltungszentren, Transport- und Unterstützungseinheiten, Erprobungseinrichtungen, Verwaltungsdienststellen und Sanitätseinrichtungen. Das für die Einsatzunterstützung verantwortliche Unterstützungskommando, das etliche Jahre dem Unterstützungskommando Landstreitkräfte in Verona unterstellt war, führt eine Logistikschule, 6 Logistik- und Transportbataillone sowie 4 Sanitätsbataillone.

### Territoriale Organisation
Die territoriale Organisation untersteht dem Generalstab über die oben genannten drei höheren Kommandobehörden in Bozen, Padua und Neapel, denen auch die operativen Verbände nachgeordnet sind. Darüber hinaus besteht im Bereich von COMFOTER ein Territorialkommando für die Hauptstadt Rom und Teile Mittelitaliens sowie für Sardinien; im Auftrag des Generalstabs übernimmt dieses Kommando landesweit Koordinierungsaufgaben. Die territoriale Organisation ist nach den italienischen Regionen ausgerichtet. In ihren Zuständigkeitsbereich fallen die Infrastruktur, die Zivil-Militärische Zusammenarbeit sowie die Öffentlichkeitsarbeit, die Nachwuchsgewinnung und die Reservisten. Die Zivil-Militärische-Zusammenarbeit umfasst in Italien neben dem Katastrophenschutz beispielsweise auch den gemeinsamen Streifendienst von Militär und Polizei in Großstädten.
Dem Territorialkommando in Rom untersteht unter anderem das Militärgeographische Institut in Florenz, das regionale Territorialkommando Sardinien in Cagliari, das Militärorchester des Heeres in Rom, das Militärgefängnis in Santa Maria Capua Vetere und verschiedene Verwaltungs- und Unterstützungseinrichtungen in Rom.

### Spezialkräfte
Im 2013 in Pisa aufgestellten und 2020 nach Camp Darby bei Livorno verlegten „Heeresspezialkräftekommando“ (it. Comando delle Forze Speciali dell’Esercito, COMFOSE; force provider) wurden truppendienstlich alle Spezialeinheiten des Heeres zusammengefasst. Davor unterstanden sie der Fallschirmjägerbrigade Folgore, dem Gebirgstruppenkommando oder Unterstützungsverbänden, was die zusammenfassende Bearbeitung von Grundsatzangelegenheiten erschwerte. Die Einsatzführung der Spezialeinheiten aller Teilstreitkräfte obliegt weiterhin dem Spezialkräftekommando der Streitkräfte (COFS) in Rom-Centocelle.
Spezialverbände des Heeres sind:
- 9. Fallschirmjäger-Sturmregiment Col Moschin in Livorno
- 185. Fernaufklärungs-Regiment Folgore in Livorno
- 4. Alpini-Fallschirmjägerregiment in Montorio Veronese, Verona

Das 3. Heeresflieger-Regiment Aldebaran in Viterbo ist dem Spezialkräftekommando zugeordnet.
Beim Spezialkräftekommando des Heeres in Camp Darby befindet sich neben dessen Stab eine Unterstützungseinheit für Heeresspezialkräfte, die auch der Einsatzunterstützung des COFS dient, und ein Ausbildungszentrum, das für die Rekrutierung, die Auswahl und den ersten gemeinsamen Abschnitt der Ausbildung aller Soldaten der Heeresspezialverbände zuständig ist.

### Truppengattungen
Das italienische Heer gliedert sich in nachstehende Truppengattungen („Waffengattungen“) und Dienste (die Leiter der dazugehörigen Truppenschulen sind zugleich Inspekteure ihrer „Waffengattung“ bzw. Untergattung):
- Infanterie:
  - Grenadiere (Granatieri di Sardegna) (2 Bataillone)
  - (mechanisierte) „Linieninfanterie“ (6 Bataillone und 1 luftbewegliches Bataillon, daneben Ausbildungsbataillone)
  - (mechanisierte) „Schützen“ (Bersaglieri) (6 Bataillone)
  - Gebirgsjäger (Alpini) (6 Bataillone, 1 Gebirgsfallschirmjägerbataillon, zwei teilaktive Ausbildungsbataillone)
  - Fallschirmjäger (3 Bataillone, 2 Bataillone Spezialkräfte)
  - amphibische Truppen (Lagunari) (1 Bataillon)
- Kavallerie:
  - Panzeraufklärungstruppe („Linienkavallerie“) (9 Bataillone)
  - Panzertruppe (3 Bataillone)

- Artillerie:

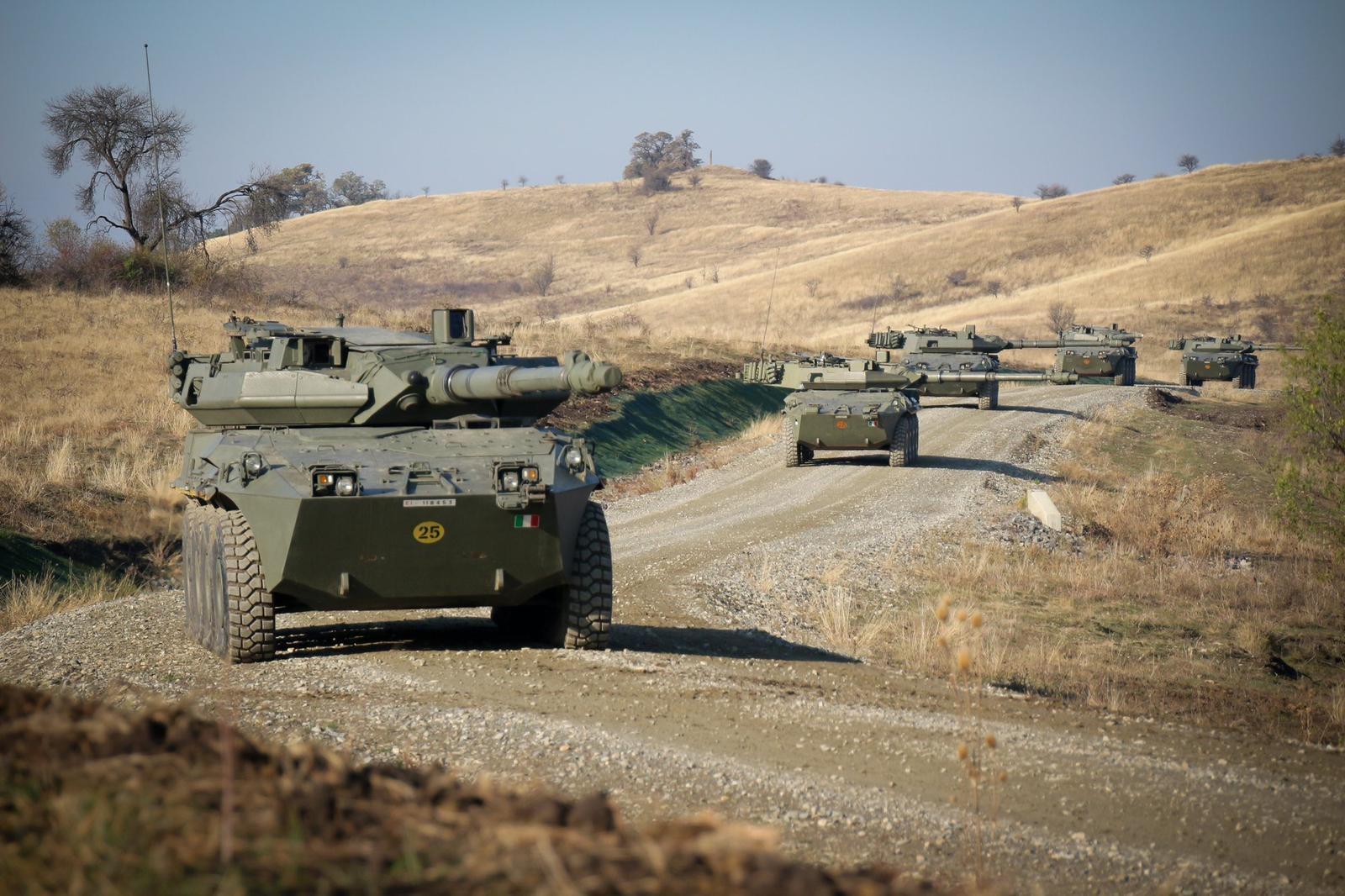
Kavallerie-Einheit auf Centauro (2019)

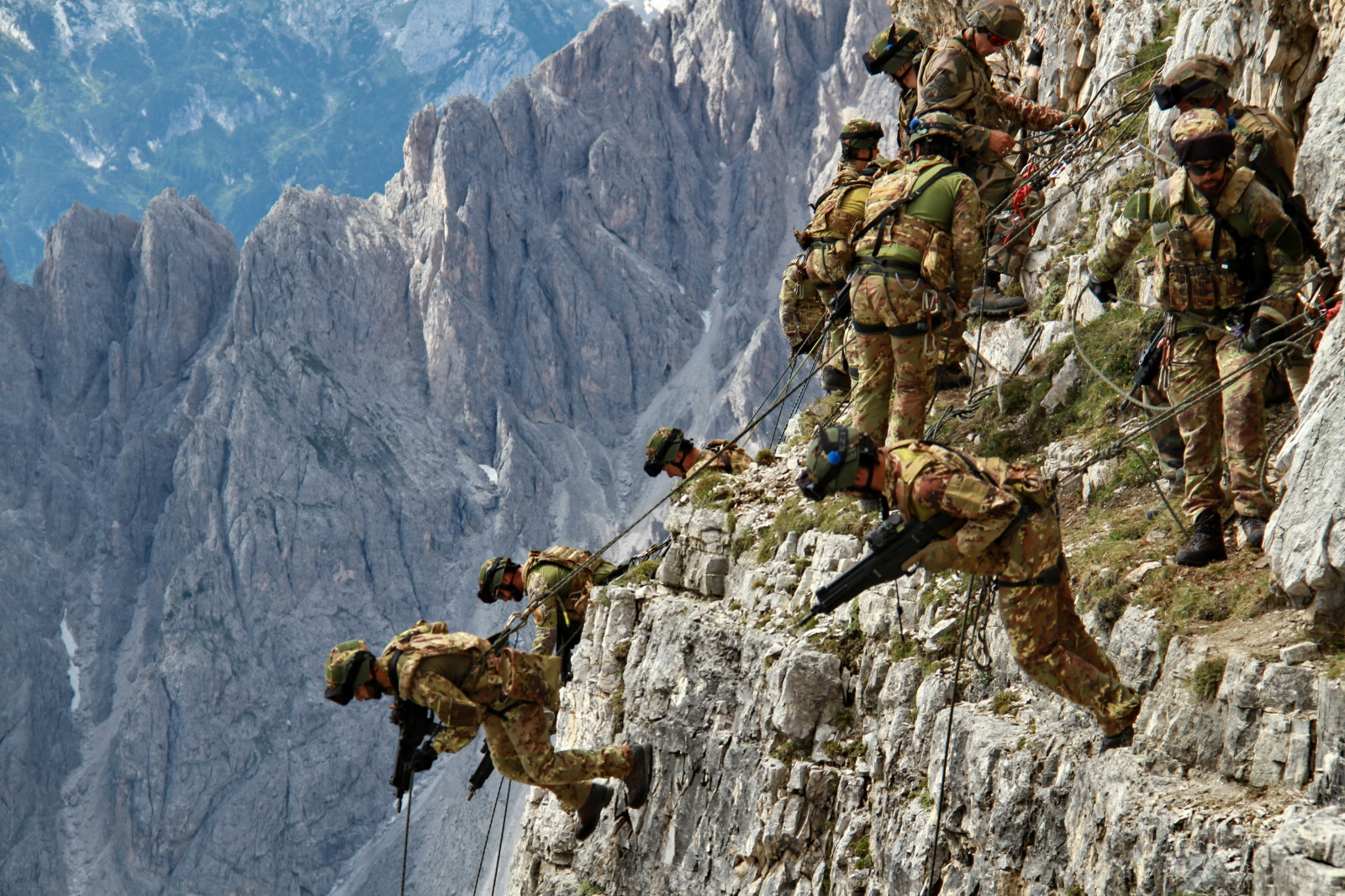
Italienische Gebirgsjäger (2019)

  - Feldartillerie (4 Bataillone, davon 1 luftbeweglich)
  - Gebirgsartillerie (2 Bataillone)
  - Panzerartillerie (3 Bataillone)
  - Raketenartillerie (1 Bataillon)
  - Flugabwehrtruppe (3 Bataillone)
  - ABC-Abwehrtruppe (1 Bataillon)
- Pioniere:
  - Kampfpioniere (1 Bataillon je Brigade, daneben 1 gemischtes Pionierregiment in Rom)
  - Brückenpioniere (1 Bataillon in Piacenza)
  - Eisenbahnpioniere (1 Bataillon in Bologna)
- Fernmeldetruppe:
  - Telematik, C4ISR (8 Fernmelderegimenter)
  - Elektronische Kampfführung (2 Regimenter und 1 Bataillon, 1 Psyop-Bataillon)
  - Unterstützung (2 Bataillone für technische und logistische Unterstützung)
- Logistiktruppe: (1 Bataillon je Brigade, daneben 6 weitere Bataillone und territoriale Einheiten)
- Sanitätswesen (4 Verbände in Bataillonsstärke, daneben territoriale Einrichtungen)
- Heeresflieger:
  - 6 Heeresfliegerregimenter (in Bozen, Casarsa, Rimini, Viterbo und Lamezia Terme)
  - 4 Heeresfliegerinstandsetzungsverbände
- „Verwaltungs- und Kommissariatskorps“
- „Ärztliches und tierärztliches Korps“
- „Korps der Ingenieure“

Diese „Waffengattungen“ (bzw. deren Untergattungen) unterteilen sich in Regimenter, die heute im italienischen Heer in aller Regel Bataillonsstärke haben. Grundsätzlich hat jedes Regiment eine Stabs- und Unterstützungskompanie und ein Bataillon (das für Ausbildung und Einsatz von administrativen Belangen befreit sein soll). In verschiedenen Bereichen (insbesondere in der Fernmeldetruppe, in der Logistik und bei den Spezialkräften) werden Regimenter mit sechs oder sieben Kompanien in zwei kleine Bataillone untergliedert, was nicht immer nötig wäre, aber den Erhalt der traditionellen Regimentsebene rechtfertigt. Auch so strukturierte Regimenter haben de facto Bataillonsstärke. Die Regimenter (Bataillone) und andere Verbände und Einheiten der Waffengattungen werden wie in anderen Armeen je nach geographischer Lage und anderen militärischen Kriterien zu gemischten Großverbänden (Brigade, Division, Korps) zusammengefügt und führen in diesem Rahmen das Gefecht der verbundenen Waffen.

### Schulen

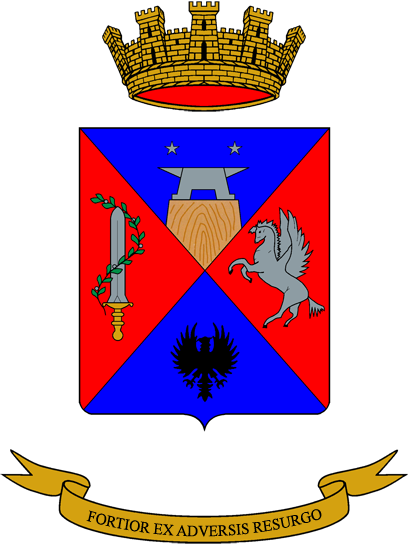
Wappen der Infanterieschule in Cesano

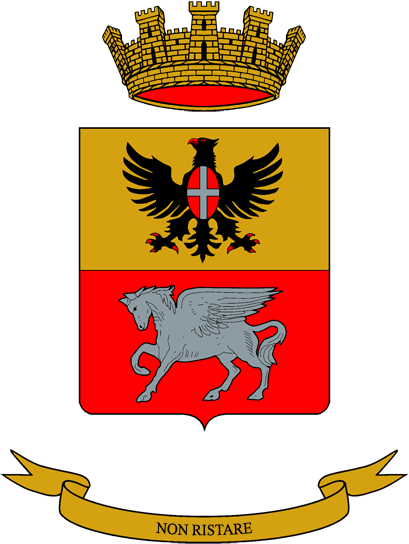
Wappen der Kavallerieschule in Lecce

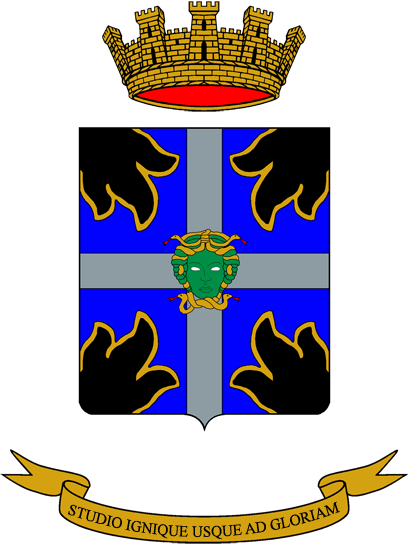
Wappen der Artillerieschule in Bracciano

Das „Kommando für Ausbildung, Spezialisierung und Einsatzdoktrin“ (it. Comando della Formazione, Specializzazione e Dottrina, COMFORDOT) führt seit Ende 2012 etliche Heeresschulen und andere Ausbildungseinrichtungen. Verschiedene Truppenschulen hat man im operativen Bereich belassen, andere sind Schulen der Streitkräfte mit Heeresanteil.
- COMFORDOT (Rom)
  - Kommando Ausbildung/Führungsakademie des Heeres (Turin)
    - Studienzentrum Post Conflict Operations (Turin)
    - Offiziersschule des Heeres (Modena und Turin)
      - Militärschulen (Gymnasien) des Heeres (Teuliè in Mailand und Nunziatella in Neapel)

    - Unteroffiziersschule des Heeres (Viterbo)

  - Fremdsprachenschule des Heeres (Perugia)
  - Infanterieschule (Cesano bei Rom)
    - Ausbildungszentrum für Mannschaften in Capua mit Regimentern in Capua (17.), Verona (85.) und Ascoli Piceno (235.)

  - Kavallerie- und Panzertruppenschule (Lecce)
  - Nationales Personalauswahlzentrum (Foligno)

Folgende Ausbildungseinrichtungen sind weiterhin in den operativen Bereich eingegliedert:
- Ausbildungszentrum Gebirgstruppen (Aosta) mit teilaktivem 6. Alpini-Regiment (Bruneck) (Gebirgstruppenkommando)
- Ausbildungszentrum Luftlandetruppen (Pisa) (Brigade Folgore)
- Artillerie-Ausbildungsbataillon (Bracciano bei Rom) (Artilleriekommando)
- Flugabwehr-Ausbildungsbataillon (Sabaudia bei Rom) (Flugabwehrkommando)
- Pionier-Ausbildungsbataillon (Rom-Cecchignola) (Pionierkommando)
- Fernmelde- und Informatikschule des Heeres (Rom-Cecchignola) (Fernmeldekommando)
- Ausbildungszentrum Heeresflieger (Viterbo bei Rom) (Heeresfliegerkommando)
- Logistikschule des Heeres (Rom-Cecchignola) (Transport- und Materialkommando/COMLOG)
- Verwaltungsschule des Heeres (Maddaloni bei Caserta) (Verwaltungskommando/COMLOG)
- Sanitätsschule des Heeres (Rom-Cecchignola) (Sanitätskommando/COMLOG)

Streitkräfteschulen mit Heeresanteil sind:
- Führungsakademie der Streitkräfte (CASD) (Rom)
- Telekommunikationsschule der Streitkräfte (Chiavari)
- ABC-Abwehrschule der Streitkräfte (Rieti) (COMFORDOT)
- „Luftkooperationsschule“ der Streitkräfte (u. a. Luftbildauswertung, Abbildende Aufklärung, FAC) (Rom-Guidonia)
- Ausbildungszentrum Logistik (Rom)

## Ausrüstung

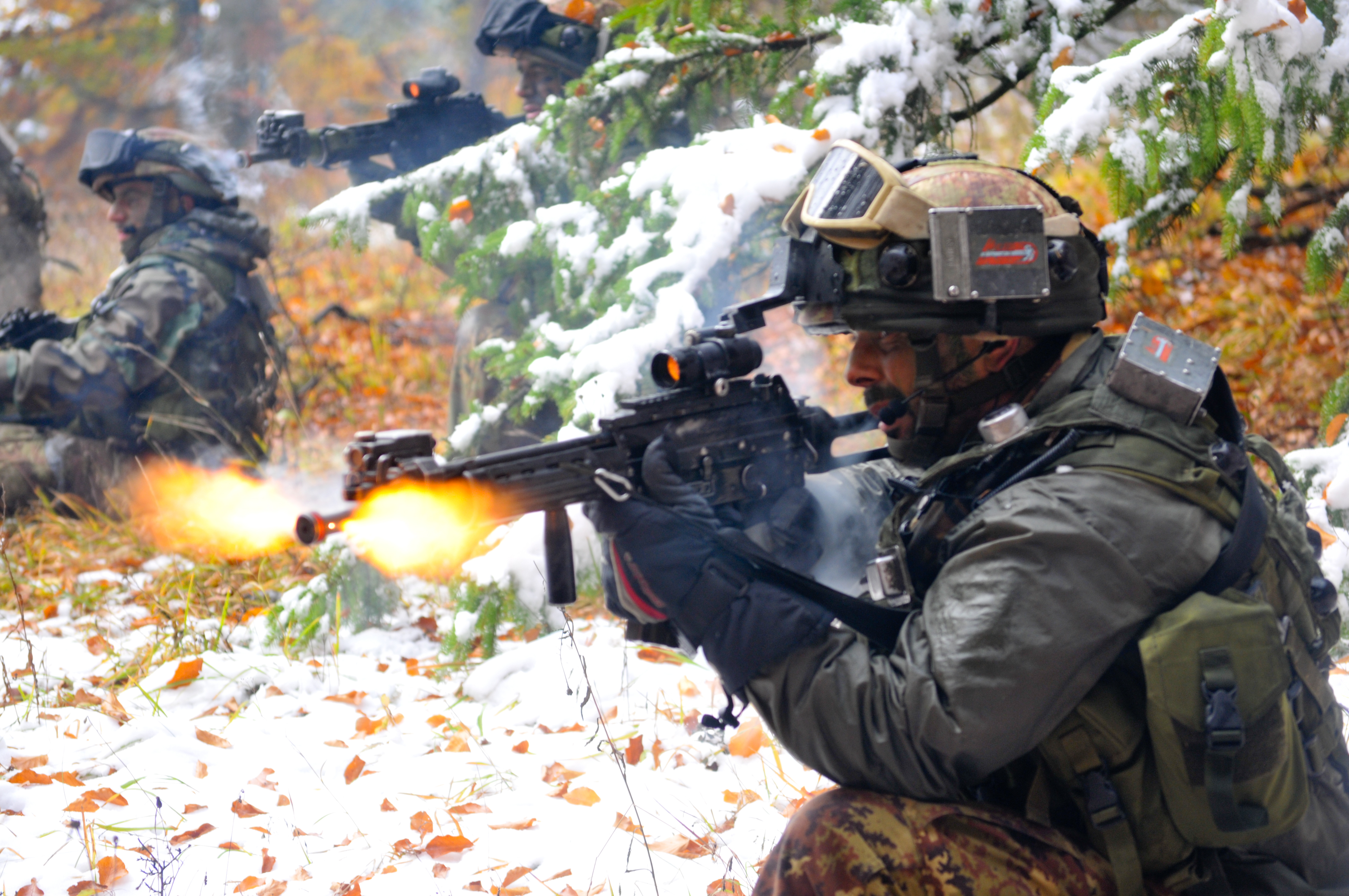
Italienische Fallschirmjäger 2012 in Hohenfels (Oberpfalz)

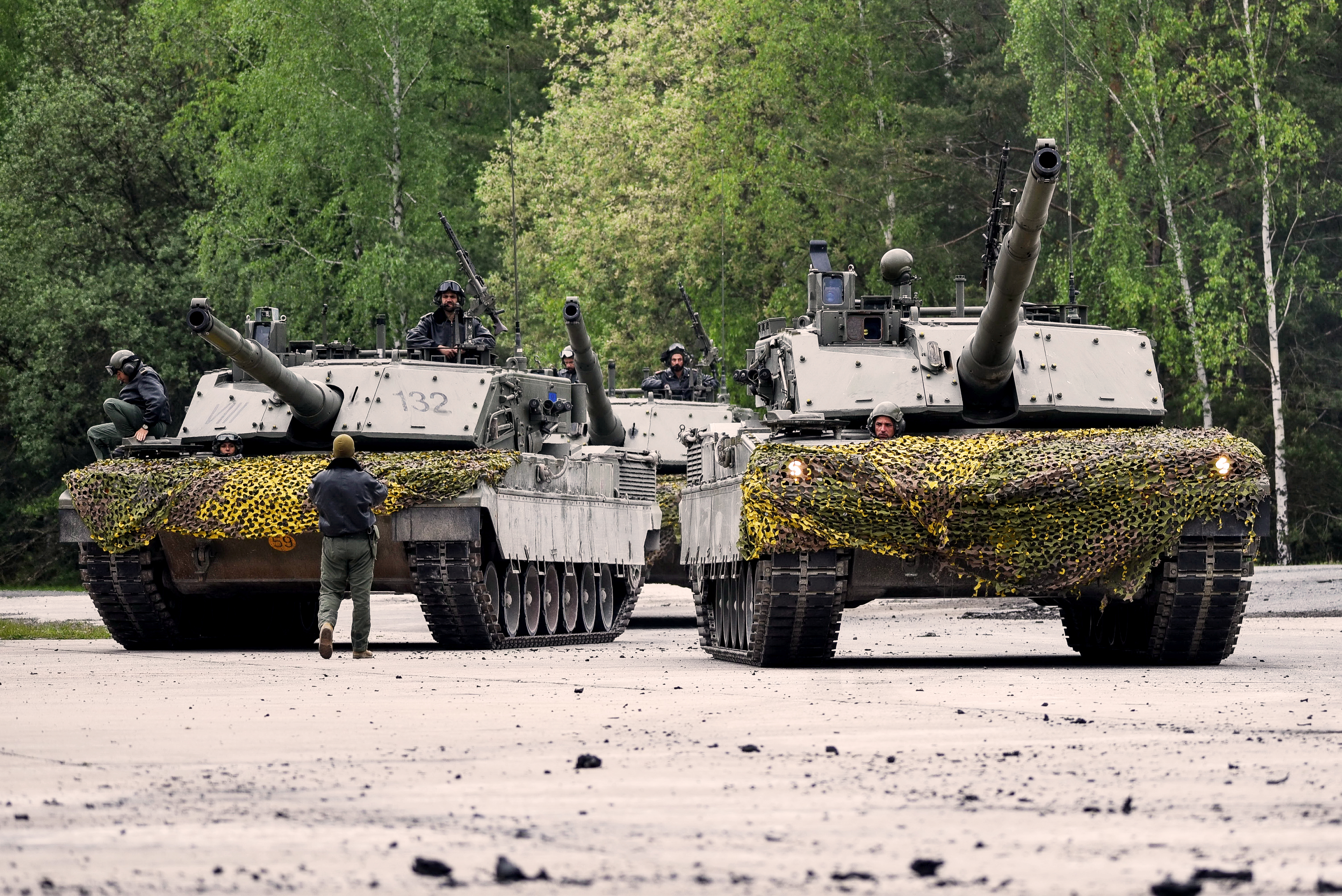
Kampfpanzer Ariete

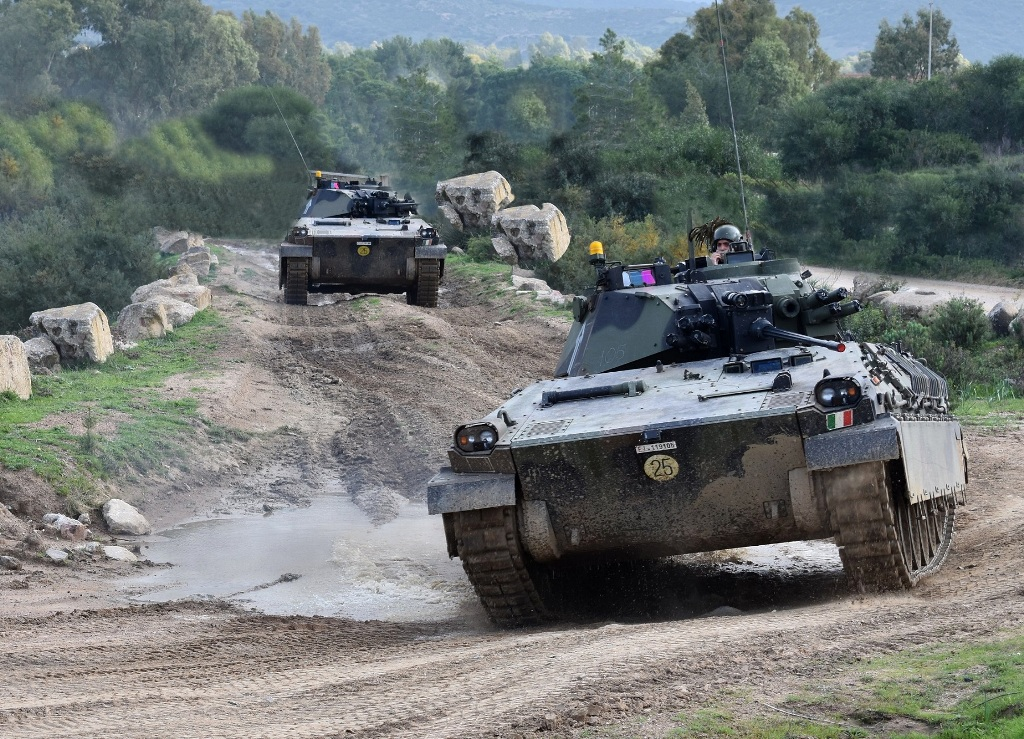
Schützenpanzer Dardo

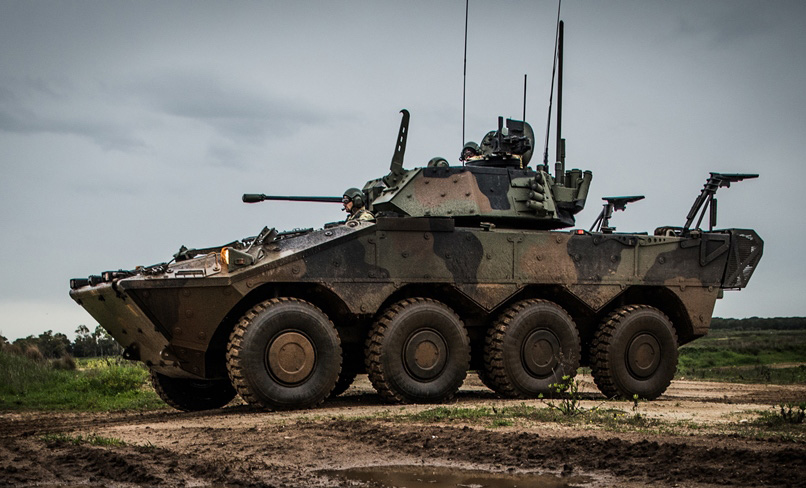
Radschützenpanzer Freccia

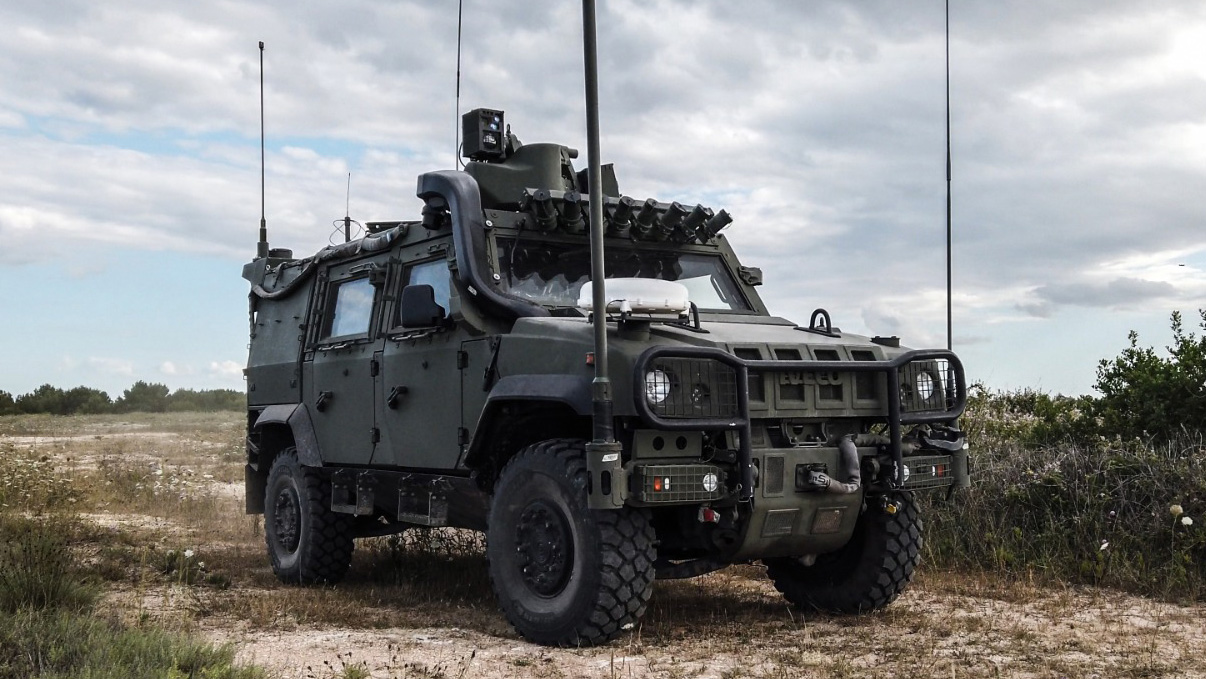
Iveco LMV 2

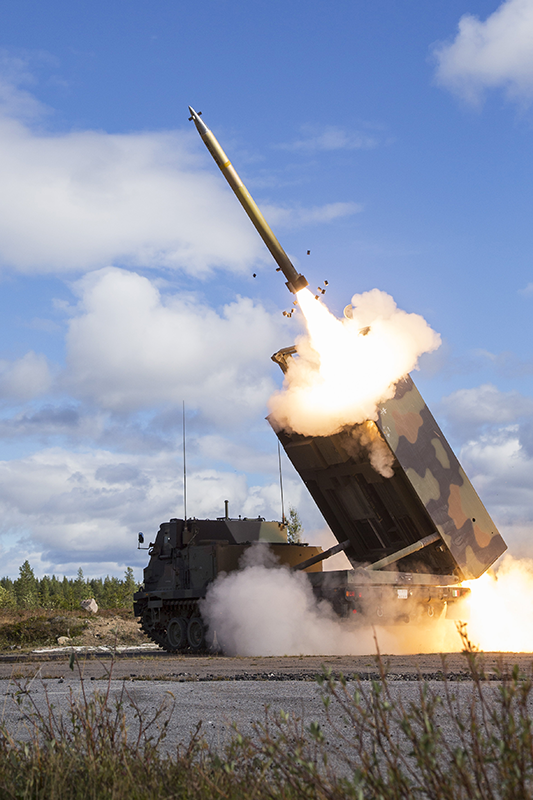
M270 MLRS

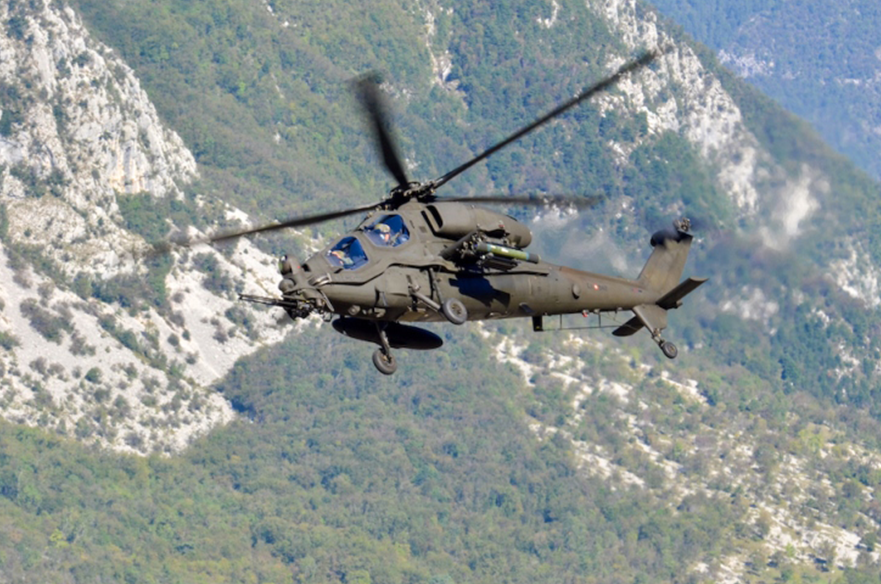
Agusta A129 Mangusta

Nachstehende Liste beinhaltet nur eine Auswahl der wichtigsten Ausrüstungsgegenstände.

### Leichte Waffen
- Pistole:
  - Beretta 92FS (APX als Ersatz)
  - Beretta APX (in Auslieferung)
- Sturmgewehre:
  - Beretta AR70/90 (5,56 mm; versch. Versionen u. a. SC u. SCP)
  - Beretta ARX-160 (5,56 mm; in Auslieferung)
  - Beretta ARX-200 (7,62 mm; in Auslieferung)
  - Beretta NARP (5,56 mm; in Erprobung)[8]
- Maschinenpistolen:
  - Beretta PM-12S (PMX als Ersatz)
  - Beretta PMX (in Auslieferung)
  - Heckler&Koch MP5 (9 mm; versch. Versionen u. a. MP5SD3)
- Maschinengewehre:
  - FN Minimi (5,56 mm)
  - MG42/59 (7,62 mm)
  - Browning M2 (12,7 mm)
- Panzerabwehrwaffen:
  - Panzerfaust 3
  - Spike
  - TOW 2 (Restbestände in Reserve)
  - MILAN (Restbestände in Reserve)

### Gepanzerte Fahrzeuge
- Kampfpanzer:
  - Ariete (rund 140 von ehemals 200)
  - Centauro (rund 255 Radkampfpanzer, ehemals 400; Centauro 2 in Erprobung)
- Schützenpanzer:
  - Dardo (165 von ehemals 200)
  - Freccia (261, 630 vorgesehen)
- Transportpanzer:
  - Puma AFV (198x 6x6 Version)
  - Bv206S (148)
  - AAV7 (16)
  - M113 (Restbestände in italienischen VCC-Versionen)
- ABC-Spürpanzer:
  - VBR-NBC (14; frz. Modell VAB)
- Mehrzweckfahrzeuge:
  - VTLM Lince (1798)
  - Iveco LMV 2 (16; weitere werden beschafft)
  - VTMM Orso (33; 25 weitere sind Minenräumfahrzeuge)
  - Cougar (10)
- Pionierfahrzeuge:
  - Dachs (25)
  - Bergepanzer 2 (69)
  - Biber (30)
  - Buffalo (6)
  - Mini-Flail (3)

### Artillerie
- Haubitzen:
  - Feldhaubitze FH70 (rund 100 von ehemals 164)
  - Gebirgshaubitze Modell 56 (einige in Gebirgsartillerie reaktiviert)
- Panzerartillerie:
  - Panzerhaubitze 2000 (62, ehemals 70: 6 an Ukraine, 2 außer Dienst)
- Raketenartillerie:
  - Raketenwerfer MLRS (19, ehemals 22: 2 an Ukraine, 1 außer Dienst)
- Mörser (gehören eigentlich zu Infanterie, Ausnahme: Luftlandeartillerie):
  - Expal 81mm (283)
  - Thomson-Brandt 2RM2 (120 mm, auf Freccia)
  - Thomson-Brandt 120-RT (120 mm, auf leichten Fahrzeugen)
  - M106A1 (50)
- Flugabwehrsysteme (gehören zur Artillerie)
  - SAMP/T (24 Systeme)
  - Spada (Flaraksystem mit bodengestützter Version der Aspide-Rakete)
  - Flakpanzer SIDAM 25 (25mm Vierlingsflak auf M113, in Reserve, ehemals 275)
  - Stinger
  - Flak (in Reserve)

### Luftfahrzeuge
- Siehe Liste der aktiven Luftfahrzeuge der italienischen Heeresflieger

## Geschichte

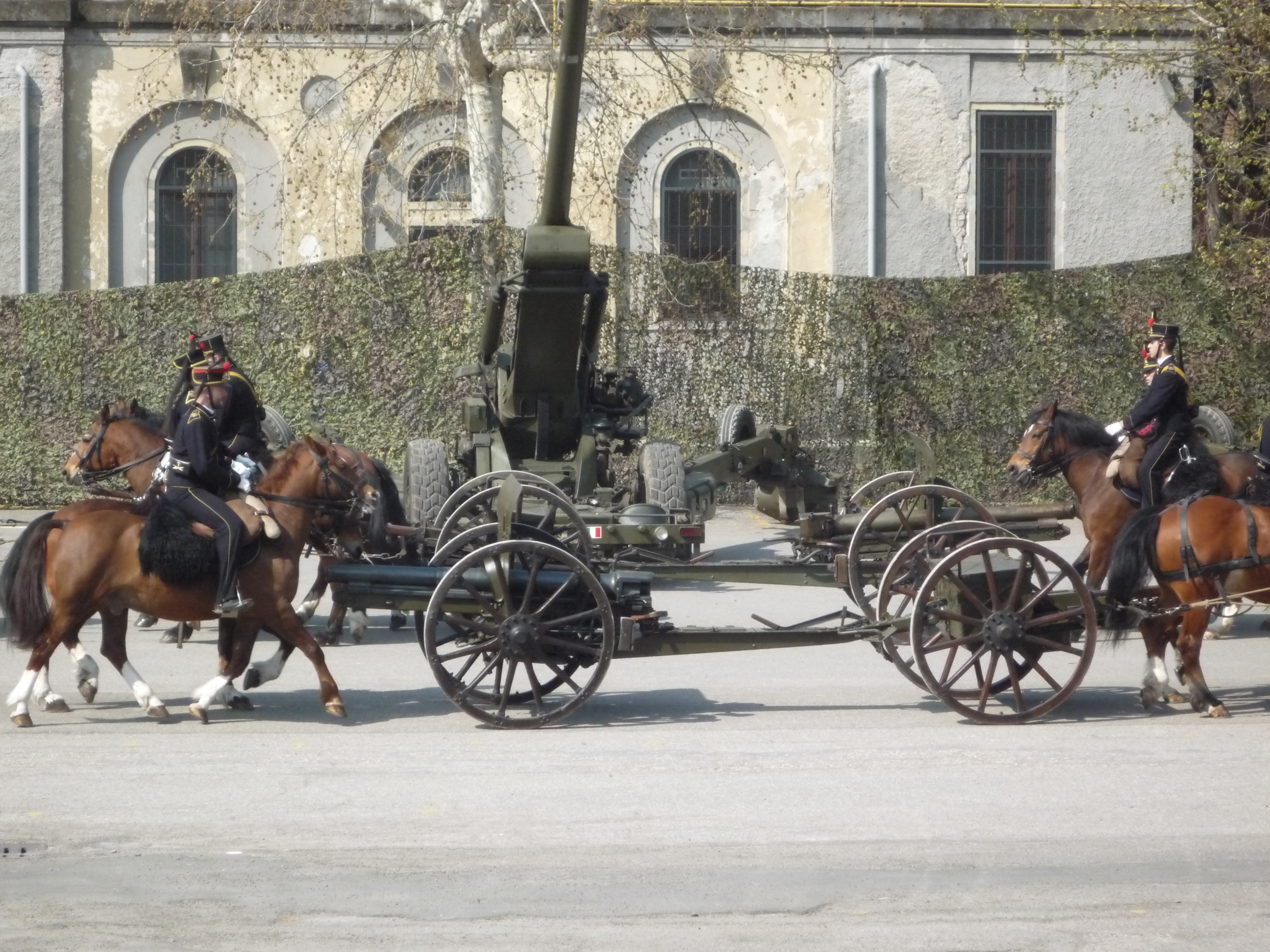
Berittene Traditionseinheit des Artillerie-Regiments zu Pferde Voloire

Das italienische Heer ist im Wesentlichen eine Fortführung der Armee des Königreiches Sardinien-Piemont. Sie entstand im 17. Jahrhundert als stehendes Heer, kämpfte im 18. Jahrhundert in den drei europäischen Erbfolgekriegen und gegen die Revolutionstruppen Frankreichs, während des Risorgimento schließlich in den italienischen Einigungskriegen. Nach der Eingliederung von Truppenkontingenten anderer italienischer Staaten und den Freischaren Garibaldis erfolgte am 4. Mai 1861 die Umbenennung der Sardinischen Armee durch einen Ministerialerlass. Das Heer hieß bis 1946 Regio Esercito (deutsch „Königliches Heer“) und kämpfte als solches mit wechselndem Erfolg in Kolonialkriegen in Afrika sowie im Ersten und Zweiten Weltkrieg. 1939 war es nach mehrjährigen Einsätzen in Ostafrika und Spanien materiell geschwächt und mangels politischem Engagement, finanzieller Ressourcen, Rohstoffen und industrieller Basis für einen Weltkrieg nicht gerüstet. Noch bei Kriegsausbruch befand sich das Heer inmitten eines strukturell fragwürdigen Reformprozesses, bei dem für neue, zweigliedrige („binäre“) Divisionen laufend Verbände auseinandergerissen wurden. Diese von Mussolini in verantwortungsloser Weise ignorierten Umstände, seine durch einsame Entscheidungen gekennzeichnete Kriegsführung und die auch dadurch bedingte Demotivierung der Soldaten führte das italienische Heer bis 1943 zum Zusammenbruch und zur Spaltung in ein faschistisches und in ein königstreues Restheer. Ersteres kämpfte bis 1945 an der Seite der deutschen Wehrmacht, unter anderem auch gegen italienische Partisanen in Norditalien, während fünf Kampfgruppen des königlichen Heeres mit den Alliierten am Befreiungskrieg teilnahmen. Aus diesen Kampfgruppen entstand das Heer der Nachkriegszeit, das 1946 mit Ausrufung der Republik seinen heutigen Namen erhielt. Dank amerikanischer Militärhilfe und gänzlich veränderter Ausbildungsgrundsätze erreichte es bald eine recht hohe Einsatzbereitschaft. 1955 hatte es drei Panzerdivisionen, zehn Infanteriedivisionen und fünf Gebirgsjägerbrigaden. Bis 1975 wurden sechs Divisionen zu Brigaden verkleinert, auf Grund mangelnder finanzieller Ressourcen insgesamt jedoch keine wesentlichen qualitativen Verbesserungen erreicht. Mit der Heeresreform von 1975 und der Einführung von 24 gemischten, in Bataillone untergliederten Brigaden beginnt im italienischen Heer die Zeitgeschichte. Gekennzeichnet ist sie durch die stetige Zunahme von Auslandseinsätzen im Rahmen internationaler Organisationen.
Im Jahr 2000 wurden die Carabinieri, die seit 1814 eine autonome Waffengattung des Heeres waren, ausgegliedert und als vierte Teilstreitkraft der italienischen Streitkräfte konstituiert. Ein kleiner Teil der Carabinieri übernimmt die Aufgaben einer Militärpolizei in den Streitkräften, ansonsten haben sie nach Weisung des Innenministeriums immer allgemeinen Polizeidienst außerhalb der Armee durchgeführt.